# Лучіан Бурдужан
Лучіа́н Бурдужа́н (рум. Lucian Burdujan; нар. 18 лютого 1984, П'ятра-Нямц, Румунія) — румунський футболіст, нападник.

## Кар'єра
Лучіан розпочав свою кар'єру в «Чехлаул», в 2002 році. У 2004 році він перейшов в бухарестський «Рапід». Найкращий період у «Рапіді» був у першому сезоні, коли Лучіан зумів забити 8 голів. У сезоні 2006/07 він був травмований майже весь сезон.
Влітку 2008 року Бурдужан підписав контракт із «Васлуєм», свій перший гол за «Васлуй» він забив проти «Нефтчі» з Баку в Кубку Інтертото. В кінці сезону 2008/09, він був найкращим бомбардиром команди у всіх турнірах.
24 червня 2011 року футболіст підписав контракт з одеським «Чорноморцем», угода розрахована на 2,5 роки. Покинув команду в травні 2013 року. Всього за «Чорноморець» у чемпіонаті він зіграв 43 матчі та забив 9 м'ячів, в Кубку України — 7 матчів, в яких забив 2 голи.
8 листопада 2013 року підписав контракт із сімферопольською «Таврією». Румун став першим новачком команди після скасування заборони на трансфери, який був накладена на кримчан УЄФА.
В вересні 2014 року підписав короткостроковий контракт з опцією продовження із ужгородською «Говерлою».

## Титули та досягнення

### Командні
- Володар Кубка Румунії (2):

«Рапід» (Бухарест): 2005-06, 2006-07
- Володар Суперкубка Румунії (1):

«Рапід» (Бухарест): 2007
- Переможець Кубка Інтертото (1):

«Васлуй»: 2008

### Індивідуальні
- Найкращий бомбардир сезону ФК «Чорноморець» Одеса (1): 2012-2013 (7 м'ячів).